# Black Orchid
A Black Orchid a Doctor Who sorozat 120. része, amit 1982. március 1.-e és március 2.-a között adtak két epizódban. Ez az első történelmi Doctor Who történet, a The Highlanders című rész óta.

## Történet
A Tardis 1925-n, Angliában landol. A Doktort és társait Lady Cranleigh és fia, Charles fogadják és meghívják a házukban tartott álarcosbálra. Nyssa meglepően hasonlít Charles menyasszonyára, Ann-re. Az események hamarosan komor fordulatot vesznek. Ann-t megtámadják, két szolgálót megölnek, többen a Doktorra és társaira gyanakszanak...

## Epizódlista
| Epizódok sorszáma | Bemutató napja   | Hossza | Nézők száma (millió) |
| ----------------- | ---------------- | ------ | -------------------- |
| 1.                | 1982. március 1. | 24:56  | 9,9                  |
| 2.                | 1982. március 2. | 24:41  | 10,1                 |

## Könyvkiadás
A könyvváltozatát 1982. augusztus 19.-n (a keménykötésűt 1986 szeptemberében) adta ki a Target könyvkiadó. Írta Terence Dudley.

## Otthoni kiadás
- VHS-n 1994 júliusában adták ki a The Visitation című résszel.
- DVD-n 2008. április 14.-n adták ki.

## Fordítás
- Ez a szócikk részben vagy egészben  a   Black_Orchid_(Doctor_Who) című angol Wikipédia-szócikk fordításán alapul.  Az eredeti cikk szerkesztőit annak laptörténete sorolja fel. Ez a jelzés csupán a megfogalmazás eredetét és a szerzői jogokat jelzi, nem szolgál a cikkben szereplő információk forrásmegjelöléseként.